# Le spie uccidono in silenzio
Le spie uccidono in silenzio è un film del 1966 diretto da Mario Caiano.

## Trama
A Beirut viene uccisa la figlia di uno scienziato inglese studioso di un nuovo metodo di cura del cancro, perché costui si è rifiutato di interrompere le sue ricerche di laboratorio come gli era stato imposto da una misteriosa organizzazione. Per conseguenza viene inviato sul posto l'agente speciale Michael che prende contatto con Graig, in servizio presso l'ambasciata inglese, ed inizia le sue investigazioni con la collaborazione di Brooke un agente dipendente da Scotland Yard. Ma le indagini provocano altre vittime e numerose aggressioni dalle quali Michael si salva a stento.
Le prime scoperte, però, sono sufficienti a far capire che la losca organizzazione si serve per le sue criminose imprese di persone appositamente drogate con una sostanza inoculata nel sangue, e Michael portando con sé l'antidoto per questo farmaco, trova il modo di farsi catturare. Ovviamente il trattamento ipnotizzante al quale viene sottoposto non ottiene il suo effetto e Michael riesce ad individuare in Rascid il capo dell'organizzazione e in Brooke il suo aiutante, grazie all'aiuto di Grace, una ragazza tenuta prigioniera da costoro, e dell'onnipresente Graig.